# Lizard Island Airport
Lizard Island Airport är en flygplats i Australien. Den ligger i kommunen Cook och delstaten Queensland, omkring 1 600 kilometer nordväst om delstatshuvudstaden Brisbane. Lizard Island Airport ligger 21 meter över havet. Den ligger på ön Lizard Island.
Trakten är glest befolkad. 
Savannklimat råder i trakten. Genomsnittlig årsnederbörd är 1 547 millimeter. Den regnigaste månaden är mars, med i genomsnitt 488 mm nederbörd, och den torraste är september, med 9 mm nederbörd.